# Aedo
L'aedo, nell'antica Grecia, era il cantore professionista. L'etimologia della parola viene dal greco antico "ἀοιδός", aoidos, che deriva da "ᾄδω" cioè "cantare".
Egli era una figura sacra, era considerato un profeta, tradizionalmente ritratto come cieco in quanto, essendo tale non veniva distratto da niente e da nessuno e affinando le capacità sensibili poteva entrare in contatto direttamente con la divinità (attraverso gli occhi dell'anima) che lo ispirava, sviluppava quindi una capacità metasensibile (oltre i sensi). La sapienza che possedeva rendeva la capacità di vedere superflua, era un "invasato", aveva il dio dentro, le Muse parlavano attraverso di lui.
L'aedo faceva parte della cosiddetta face to face society (letteralmente "faccia a faccia"; "a tu per tu"), la trasmissione dei testi avveniva oralmente, con una "performance" nella quale l'aedo era in diretto contatto con l'uditorio. L'aedo non disponeva di un testo scritto, dunque diveniva a sua volta compositore. La trasmissione orale richiedeva l'uso di un linguaggio chiaro e diretto, quindi vi è un grande uso di similitudini, il linguaggio è contraddistinto da uno stile formulare, caratterizzato da ripetizioni, la presenza in grande quantità di appellativi come i patronimici, nonché dei cosiddetti topoi, cioè luoghi narrativi: nel caso in cui l'aedo avesse dimenticato la strofa successiva, poteva "indugiare" su quella che stava ancora cantando usando questi ferri del mestiere. Gli aedi erano soliti narrare i poemi non per intero, per ovvie ragioni di tempo, ma a pezzi; dovevano in ogni modo possedere una buona memoria e una grande immaginazione. La funzione dell'aedo era duplice: aveva una funzione di memoria storica (attraverso i loro componimenti fissavano nella loro memoria tutte le conquiste che la civiltà aveva prodotto; inoltre conoscevano le cose che furono, che sono e che saranno).
Dalla tradizione apprendiamo anche che vi erano scuole di aedi che si tramandavano di generazione in generazione i propri canti; particolarmente famosa era quella degli Omeridi, nell'isola di Chio, che si vantavano di discendere dal grande Omero.

## Gli aedi e la creazione dell'Iliadee dell'Odissea
Attraverso lo studio comparativo della tradizione orale è stato dimostrato che l'Iliade e l'Odissea (come d'altra parte le opere di Esiodo) derivano dall'epica tramandata oralmente. Nella tradizione narrativa orale i testi non vengono tramandati in maniera esatta e sempre uguale a se stessa, ma piuttosto passano da una generazione all'altra attraverso l'opera dei bardi, che si servono di formule mnemoniche per aiutarsi a ricordare un gran numero di versi. Furono proprio poeti di questo tipo a farsi portatori della prima tradizione epica orale greca, ma di loro si sa molto poco. Nel momento in cui i testi vennero finalmente messi per iscritto (le date più probabili sono quelle che vanno dal 750 al 600 a.C.) i poeti e gli scrittori dell'epoca non citarono i loro nomi. Secondo le fonti classiche Omero visse molto prima che i due poemi fossero trascritti.